# Chmeľovec
Chmeľovec (bis 1927 slowakisch „Komlóš“ oder „Malý Chmelov“; ungarisch Tapolykomlós – bis 1907 Komlós) ist eine Gemeinde im Osten der Slowakei mit 466 Einwohnern (Stand 31. Dezember 2024) im Okres Prešov, einem Teil des Prešovský kraj, und wird zur traditionellen Landschaft Šariš gezählt.

## Geographie

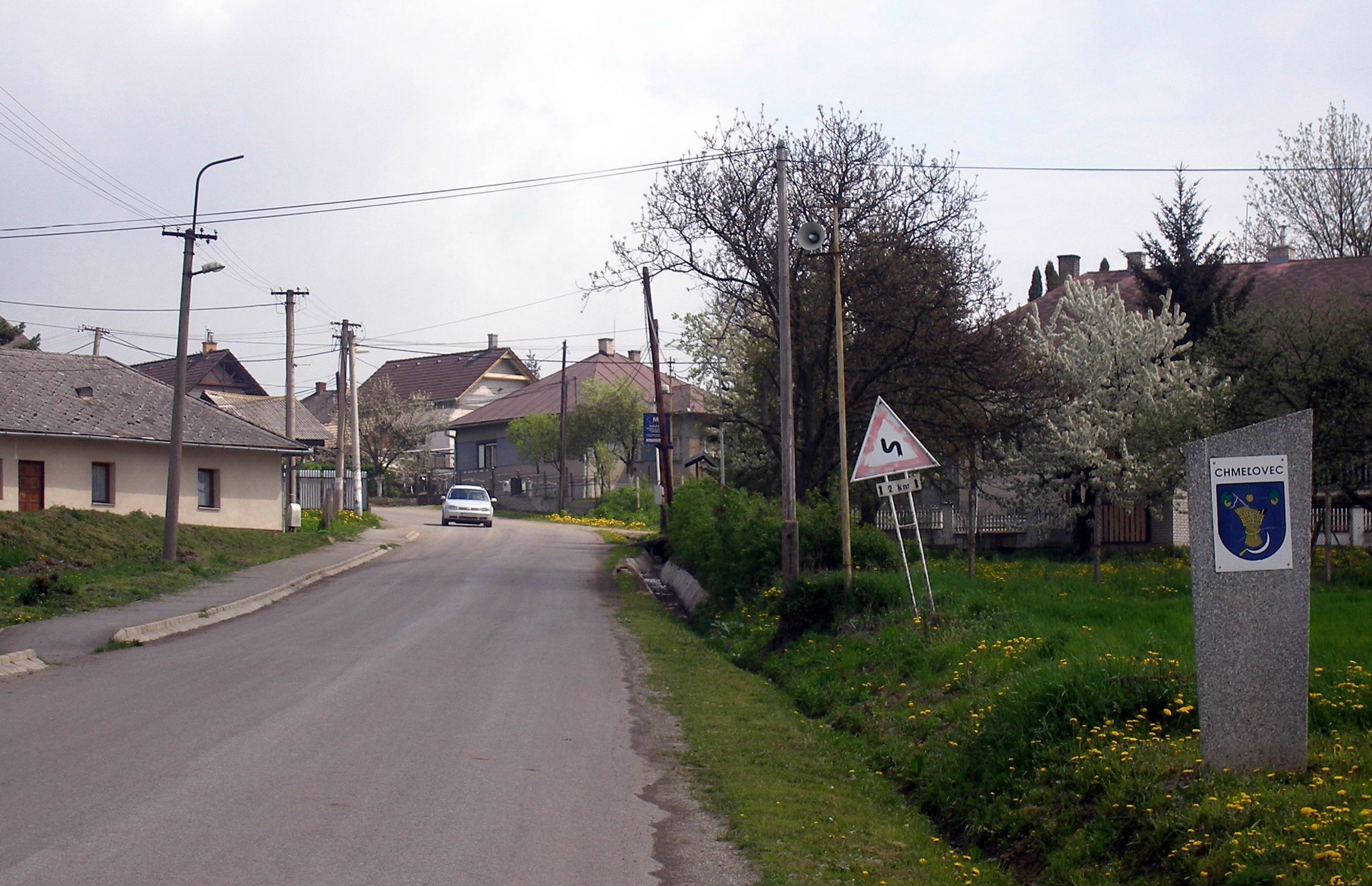
Chmeľovec

Die Gemeinde befindet sich am Südhang der Niederen Beskiden auf linksseitigen Zuflüssen des Dlhý potok im Einzugsgebiet des Sekčov und weiter der Torysa. Das Ortszentrum liegt auf einer Höhe von 349 m n.m. und ist 14 Kilometer von Prešov entfernt.
Nachbargemeinden sind Lopúchov im Norden, Proč im Nordosten, Šarišská Trstená im Osten, Nemcovce im Süden, Lada im Südwesten und Podhorany im Westen.

## Geschichte

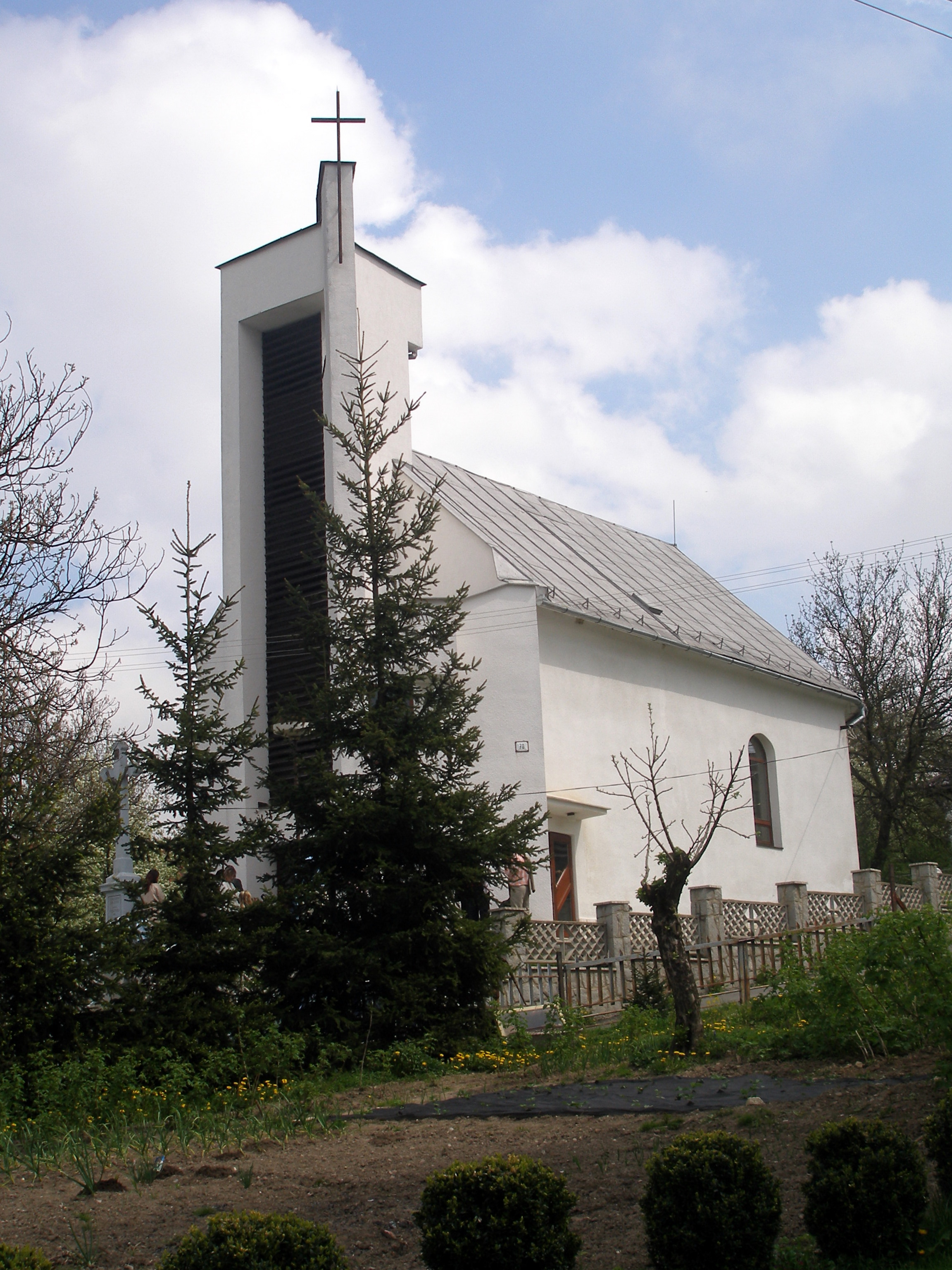
Römisch-katholische Kirche

Chmeľovec wurde zum ersten Mal 1251 als Cumlous schriftlich erwähnt, weitere historische Bezeichnungen sind unter anderen Komlos (1311), Komlos oder Nadfeu (1351) und Komloss (1773). Das Dorf wurde im 13. Jahrhundert Sitz der Gutsherren von Chmeľovec, deren Herrschaftsgebiet die Orte Pušovce, Čelovce, Nemcovce, Šarišská Trstená, Kuková und Lúčka umfasste. 1427 wurden 12 Porta verzeichnet, und das Dorf war Besitz der Familie Bán. 1828 zählte man 42 Häuser und 329 Einwohner, die als Landwirte und Viehhalter beschäftigt waren.
Bis 1918/1919 gehörte der im Komitat Sáros liegende Ort zum Königreich Ungarn und danach zur Tschechoslowakei beziehungsweise heute Slowakei. Nach dem Zweiten Weltkrieg wurde die örtliche Einheitliche landwirtschaftliche Genossenschaft (Abk. JRD) im Jahr 1958 gegründet, ein Teil der Einwohner pendelte zur Arbeit nach Prešov.

## Bevölkerung
| Jahr                | 1994 | 2004    | 2014    | 2024    |
| ------------------- | ---- | ------- | ------- | ------- |
| Anzahl der Personen | 402  | 436     | 442     | 466     |
| Unterschied         |      | +8,45 % | +1,37 % | +5,42 % |

| Jahr                | 2023 | 2024    |
| ------------------- | ---- | ------- |
| Anzahl der Personen | 451  | 466     |
| Unterschied         |      | +3,32 % |

Nach der Volkszählung 2011 wohnten in Chmeľovec 436 Einwohner, davon 429 Slowaken, zwei Russinen und ein Serbe. Vier Einwohner machten keine Angabe zur Ethnie.
339 Einwohner bekannten sich zur römisch-katholischen Kirche, 68 Einwohner zur Evangelischen Kirche A. B., 17 Einwohner zur griechisch-katholischen Kirche und ein Einwohner zur orthodoxen Kirche. Vier Einwohner waren konfessionslos und bei sieben Einwohnern wurde die Konfession nicht ermittelt.

## Baudenkmäler

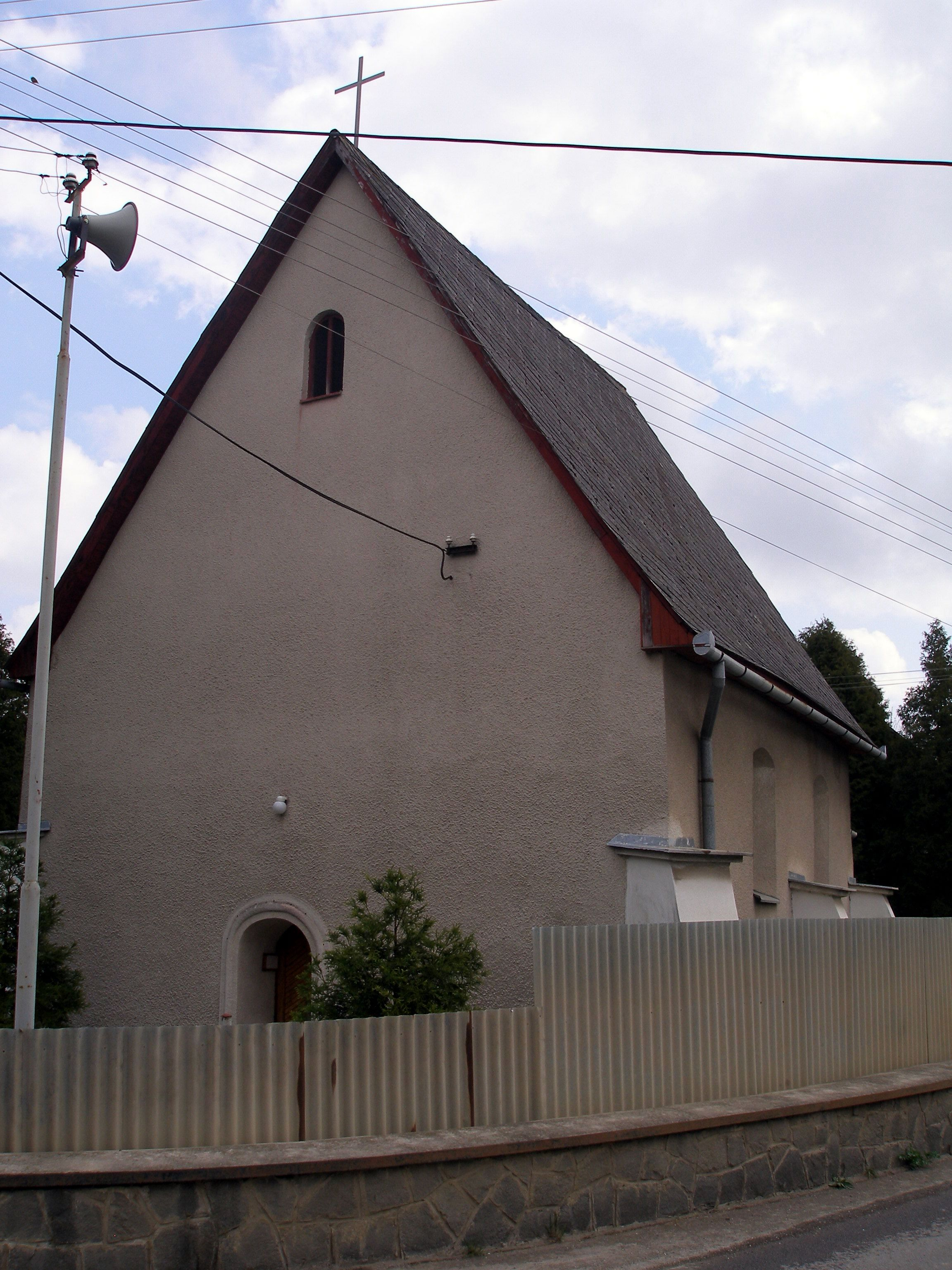
Evangelische Kirche

- römisch-katholische Kirche Mariä Himmelfahrt aus dem Jahr 1784, im frühen 20. Jahrhundert umgebaut
- evangelische Kirche im romanischen Stil aus der ersten Hälfte des 13. Jahrhunderts

## Verkehr
Durch Chmeľovec führt die Straße 3. Ordnung 3456 von Kapušany (Anschluss an die Straße 2. Ordnung 545) nach Chmeľov (Anschluss an die Straße 1. Ordnung 21). Der nächste Bahnanschluss ist in Kapušany an den Bahnstrecken Strážske–Prešov und Kapušany pri Prešove–Bardejov.